# 1955年ウィンブルドン選手権
1955年 ウィンブルドン選手権（1955ねんウィンブルドンせんしゅけん、The Championships, Wimbledon 1955）に関する記事。イギリス・ロンドン郊外にある「オールイングランド・ローンテニス・アンド・クローケー・クラブ」にて開催。

## シード選手

### 男子シングルス
1. トニー・トラバート　（初優勝）
2. ケン・ローズウォール　（ベスト4）
3. ビック・セイシャス　（2回戦）
4. ルー・ホード　（ベスト8）
5. レックス・ハートウィグ　（3回戦）
6. ヤロスラフ・ドロブニー　（ベスト8）
7. バッジ・パティー　（ベスト4）
8. スベン・デビッドソン　（ベスト8）

### 女子シングルス
1. ドリス・ハート　（ベスト4）
2. ルイーズ・ブラフ　（優勝、5年ぶり4度目）
3. ベバリー・フライツ　（準優勝）
4. アンジェラ・モーティマー　（2回戦）
5. ドロシー・ヘッド・ノード　（ベスト8）
6. ダーリーン・ハード　（ベスト4）
7. ベリル・ペンローズ　（ベスト8）
8. アンジェラ・バクストン　（ベスト8）

### 男子ダブルス
1. ビック・セイシャス＆ トニー・トラバート
2. レックス・ハートウィグ＆ ルー・ホード
3. ケン・ローズウォール＆ ニール・フレーザー
4. バッジ・パティー＆ ハミルトン・リチャードソン

### 女子ダブルス
1. ドリス・ハート＆ バーバラ・デビッドソン
2. ベバリー・フライツ＆ ダーリーン・ハード
3. シャーリー・ブルーマー＆ パトリシア・ウォード
4. アンジェラ・モーティマー＆ アン・シルコック

### 混合ダブルス
1. ビック・セイシャス＆ ドリス・ハート
2. エンリケ・モレア＆ ルイーズ・ブラフ
3. ハミルトン・リチャードソン＆ ダーリーン・ハード
4. ルー・ホード＆ ジェニファー・ステーリー

## 大会経過

### 男子シングルス
準々決勝
- トニー・トラバート vs.  ヤロスラフ・ドロブニー　8-6, 6-1, 6-4
- バッジ・パティー vs.  ルー・ホード　6-4, 6-4, 6-4
- クルト・ニールセン vs.  ニコラ・ピエトランジェリ　1-6, 6-3, 5-7, 6-2, 7-5
- ケン・ローズウォール vs.  スベン・デビッドソン　6-4, 6-1, 6-2

準決勝
- トニー・トラバート vs.  バッジ・パティー　8-6, 6-2, 6-2
- クルト・ニールセン vs.  ケン・ローズウォール　11-9, 6-2, 2-6, 6-4

### 女子シングルス
準々決勝
- ドリス・ハート vs.  ドロシー・ヘッド・ノード　6-4, 6-3
- ベバリー・フライツ vs.  アンジェラ・バクストン　6-2, 6-2
- ダーリーン・ハード vs.  ジュジャ・ケルメツィ　6-2, 6-3
- ルイーズ・ブラフ vs.  ベリル・ペンローズ　6-2, 6-0

準決勝
- ベバリー・フライツ vs.  ドリス・ハート　6-3, 6-0
- ルイーズ・ブラフ vs.  ダーリーン・ハード　6-3, 8-6

## 決勝戦の結果
男子シングルス
- トニー・トラバート vs.  クルト・ニールセン　6-3, 7-5, 6-1

女子シングルス
- ルイーズ・ブラフ vs.  ベバリー・フライツ　7-5, 8-6

男子ダブルス
- レックス・ハートウィグ＆ ルー・ホード vs.  ケン・ローズウォール＆ ニール・フレーザー　7-5, 6-4, 6-3

女子ダブルス
- アンジェラ・モーティマー＆ アン・シルコック vs.  シャーリー・ブルーマー＆ パトリシア・ウォード　7-5, 6-1

混合ダブルス
- ビック・セイシャス＆ ドリス・ハート vs.  エンリケ・モレア＆ ルイーズ・ブラフ　8-6, 2-6, 6-3